# Usages, coutumes et superstitions des habitants de la Montagne Noire

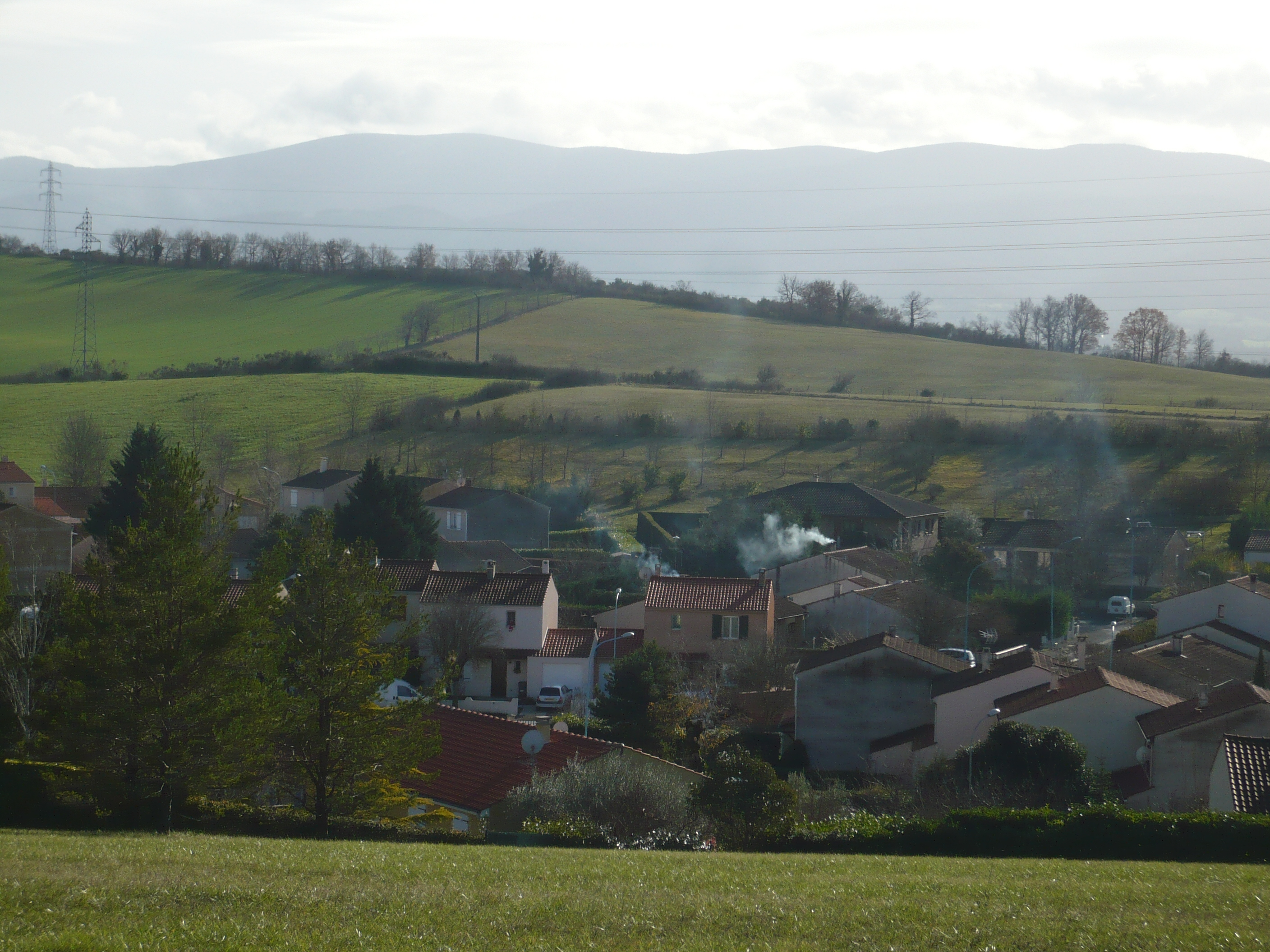
Quartier de Castres situé près de la Montagne Noire.

Usages, coutumes et superstitions des habitants de la Montagne Noire est un ouvrage écrit par Adolphe de Chesnel publié à Paris en décembre 1839 et rassemblant des proverbes, légendes et dictons de la région de la Montagne Noire.
Il est réédité au XXe siècle en 1984 (réimpression, Carcassonne, G.A.R.A.E., 1984).